# Айра (кальдера)
Айра (яп. 姶良カルデラ, латиніз.: Aira-Karudera) — гігантська вулканічна кальдера, розміром 17×23 км, розташована у південній частині острова Кюсю, Японія. Кальдера утворена в результаті великого виверження, яке відбулося приблизно 22 000-27 000 років тому. Це виверження супроводжувалося потужними пірокластичними потоками і відрізнялося величезним об'ємом викинутої тефри — близько 400 км³, що відповідає 7 балам за шкалою вулканічних вивержень.
Усередині кальдери розташовані велике японське місто Кагосіма і молодий вулкан Сакура-дзіма. Сакура-дзіма виник після утворення кальдери, приблизно 16 тис. років тому. Зараз цей вулкан, що знаходиться в північній частині затоки Кагошіма, є одним з найактивніших вулканів Японії.